# Will Shephard
Will Shephard (Sánchez, República Dominicana; 21 de septiembre de 1991) es un actor hispano-dominicano. A los 11 años su familia se mudó a La Coruña donde vivió hasta los 22 años, edad a la que se mudó a Madrid, ciudad en la que actualmente reside. Conocido por su papel de Kaled Okenve en Mar de plástico, comenzó su andadura profesional con el papel de GMZ en la Lista Tonta, de Paramount Comedy.

## Biografía
Will desde que nació siente pasión por el mundo de la interpretación. A los once años, cuando llegó a Galicia con su familia, ya tenía clara su vocación para el mundo del espectáculo. Cuando cumple los 22 años, decide labrarse su futuro profesional como actor y se muda a Madrid, ciudad en la que comienza a desarrollarse, en primer lugar, como modelo de distintas firmas de ropa. Su estilo personal ha sido foco mediático en las distintas galas a las que ha asistido.
En esa época, se apunta a diversos cursos de interpretación y Carlos Cabero, su representante, decide apostar por él y comenzar a buscar distintos papeles para la pequeña y la gran pantalla.
Actualmente se desarrolla dentro del ámbito musical como empresario, promoviendo su empresa musical IkellyMusic, desde la que fomenta en la gestión de futuros talentos musicales.

## Series
| Año         | Título                            | Personaje     | Cadena             |
| ----------- | --------------------------------- | ------------- | ------------------ |
| 2015        | La Lista Tonta                    | GMZ           | Paramount Comedy   |
| 2016        | Mar de Plástico                   | Kaled Okenve  | Antena 3 y Netflix |
| 2019        | A Estiba                          | Lucas         | TVG                |
| 2019        | Todo por el juego                 | Armando       | Movistar+          |
| 2020        | Valeria                           | Ligue de Lola | Netflix            |
| 2022 - 2023 | Fuerza de paz                     | Manuel Adugu  | La 1               |
| 2023        | Escándalo, relato de una obsesión | Rafa          | Telecinco          |

## Filmografía
| Año  | Título                    | Personaje        | Director               |
| ---- | ------------------------- | ---------------- | ---------------------- |
| 2018 | Bernarda                  | Pepe 'El Romano' | Emilio Ruíz Barrachina |
| 2018 | Miamor perdido            | Matt Salerno     | Emilio Martínez Lázaro |
| 2018 | La Tribu                  | Will Santos      | Fernando Colomo        |
| 2018 | Cuando florezca el cerezo | William          | Carlos Cabero          |
| 2019 | El cerro de los dioses    | Will Shephard    | Daniel Muñoz Caneiro   |
| 2021 | Encerrados                | Dos              | Carlos Cabero          |
| 2022 | Licantropía               | Lucas            | Nieves Gómez           |
| 2023 | Delfines de plata         | Akin             | Javier Elorrieta       |

| Año  | Título                     | Personaje     | Director      |
| ---- | -------------------------- | ------------- | ------------- |
| 2015 | Silencio en las montañas   | Nathan        | Carlos Cabero |
| 2015 | Ocultos                    |               | Carlos Cabero |
| 2016 | Aquelarre                  | Bobby         | Carlos Cabero |
| 2017 | Cuanto más allá del dinero | Doctor Molina | Kike Maíllo   |
| 2018 | Chistes de amor            | Hugo          | Carlos Cabero |
| 2018 | Pk2                        | Paúl          | Carlos Cabero |
| 2022 | No somos nadie             | Miguelito     | Carlos Cabero |

| Año  | Título          | Intérprete |
| ---- | --------------- | ---------- |
| 2018 | Besos a la lona | Melendi    |

## Premios
| Premio                                            | Categoría                             | Año  |  |
| ------------------------------------------------- | ------------------------------------- | ---- |  |
| 6 Gala de Premios Afrosocialistas, Pedro Zerolo   | Reconocimiento, Justicia, Desarrollo  | 2016 |  |
| Blood Red Carpet, 50th Edition, Sitges            | Best Promising Actor Blood Red Carpet | 2017 |  |
| Premio Espíritu Guerrero, Fuenlabrada             | Actor Revelación                      | 2018 |  |
| Asociación Cultural Dominicana "Hermanas Mirabal" | Contribución a la cultura dominicana  | 2018 |  |

## Controversia
El 15 de agosto de 2016, en la Feria de Málaga, sufrió discriminación racial. Debido a esta discriminación, se convirtió en un referente nacional en la lucha contra la discriminación afro. Gracias a esta actividad reivindicativa, cofundó la asociación productora LIMBO, desde donde se reivindica la equidad en el reparto de papeles en el ámbito de la interpretación en España a la hora de generar personajes inclusivos.